# Les Essards (Indre-et-Loire)
Pour les articles homonymes, voir les Essards.
Les Essards est une ancienne commune française du département d'Indre-et-Loire, en région Centre-Val de Loire.

## Toponymie
Le terme Essards ou Essarts a pour origine les grands défrichements et déboisements du Moyen Âge, où l'accroissement de la population entraîna le besoin de gagner de l'espace sur la forêt. Certaines des nouvelles communes ainsi créées furent nommées Essart, du verbe essarter, signifiant défricher.

## Histoire
Le 1er janvier 2017, elle prend le statut administratif de commune déléguée après avoir été intégrée à la commune nouvelle de Langeais.

## Politique et administration
| Période                                  | Période          | Identité         | Étiquette | Qualité              |
| ---------------------------------------- | ---------------- | ---------------- | --------- | -------------------- |
| Les données manquantes sont à compléter. |                  |                  |           |                      |
| mars 2001                                | mars 2008        | Michel Guiet     |           |                      |
| mars 2008                                | 31 décembre 2016 | Pierre Leyrolles | DVD       | Agriculteur retraité |
| janvier 2017                             | En cours         |                  |           |                      |

## Démographie
L'évolution du nombre d'habitants est connue à travers les recensements de la population effectués dans la commune depuis 1793. À partir du 1er janvier 2009, les populations légales des communes sont publiées annuellement dans le cadre d'un recensement qui repose désormais sur une collecte d'information annuelle, concernant successivement tous les territoires communaux au cours d'une période de cinq ans. 
Pour les communes de moins de 10 000 habitants, une enquête de recensement portant sur toute la population est réalisée tous les cinq ans, les populations légales des années intermédiaires étant quant à elles estimées par interpolation ou extrapolation. Pour la commune, le premier recensement exhaustif entrant dans le cadre du nouveau dispositif a été réalisé en 2006,.
En 2014, la commune comptait 156 habitants, en évolution de 0 % par rapport à 2009 (Indre-et-Loire : +2,63 %, France hors Mayotte : +2,49 %).
| 1793 | 1800 | 1806 | 1821 | 1831 | 1836 | 1841 | 1846 | 1851 |
| ---- | ---- | ---- | ---- | ---- | ---- | ---- | ---- | ---- |
| 248  | 197  | 234  | 293  | 302  | 312  | 276  | 266  | 233  |

| 1856 | 1861 | 1866 | 1872 | 1876 | 1881 | 1886 | 1891 | 1896 |
| ---- | ---- | ---- | ---- | ---- | ---- | ---- | ---- | ---- |
| 249  | 273  | 263  | 245  | 240  | 239  | 220  | 199  | 214  |

| 1901 | 1906 | 1911 | 1921 | 1926 | 1931 | 1936 | 1946 | 1954 |
| ---- | ---- | ---- | ---- | ---- | ---- | ---- | ---- | ---- |
| 207  | 232  | 219  | 181  | 188  | 179  | 160  | 165  | 191  |

| 1962 | 1968 | 1975 | 1982 | 1990 | 1999 | 2006 | 2011 | 2014 |
| ---- | ---- | ---- | ---- | ---- | ---- | ---- | ---- | ---- |
| 173  | 156  | 109  | 107  | 153  | 153  | 156  | 154  | 156  |

## Culture locale et patrimoine

### Lieux et monuments
- Église Notre-Dame, du XIIIe siècle.
- Le chêne pédonculé de La Ronde, situé au centre de la forêt de la Motte, au sud du village des Essards. Arbre remarquable, mensurations en 2003 : hauteur de 28 m, envergure de 28 m et circonférence de 6,50 m à 1 m du sol[6].